# Германия на «Евровидении-1964»
Германия принимала участие в Евровидении 1964, проходившем в Копенгагене, Дания. На конкурсе её представляла Нора Нова с песней «Man gewöhnt sich so schnell an das Schöne», выступавшая под номером 9. В этом году страна заняла лишь 13-е место, получив 0 баллов. Комментатором конкурса от Германии в этом году был Герман Рокман, глашатаем — Лиа Вохр.

## Национальный отбор
Национальный отбор проходил во Франкфурте-на-Майне.
| Номер | Артист           | Песня                                       | Баллы | Место |
| ----- | ---------------- | ------------------------------------------- | ----- | ----- |
| 1     | Фред Бертельман  | «Das macht dein Lächeln, Mona Lisa»         | 19    | 3-е   |
| 2     | Петер Кирстен    | «Regenbogen, Regenbogen»                    | -     | -     |
| 3     | Рене Колло       | «Wie wom Wind verweht»                      | -     | -     |
| 4     | Гитта Линд       | «Ein Chanson in der Nacht»                  | 27    | 2-е   |
| 5     | Нора Нова        | «Man gewöhnt sich so schnell an das Schöne» | 38    | 1-е   |
| 6     | Герхард Вендланд | «Wohin ist der Sommer?»                     | -     | -     |

## Страны, отдавшие баллы Германии
Число членов жюри в каждой стране было сокращено до 10 человек, которые распределяли 9 очков. Песня с наибольшим количеством голосов получала от данной страны 5 очков, со вторым результатом — 3 очка, и третья — 1 очко. В случае если бы одна песня получила все голоса, эта песня получала бы 9 очков, а если только 2 песни получали голоса, первой вручалось 6 очков, а второй — 3. Если 3 и более песни получали голоса, то первой давалось 5 очков, второй — 3 и третьей — 1 очко.
| В этом году Германия не получила ни одного балла |

## Страны, получившие баллы от Германии
| 5 баллов | Люксембург     |
| 3 балла  | Италия         |
| 1 балл   | Великобритания |